# Palumbia formosana
Palumbia formosana är en tvåvingeart som först beskrevs av Tokuichi Shiraki 1930.  Palumbia formosana ingår i släktet Palumbia och familjen blomflugor.
Artens utbredningsområde är Taiwan. Inga underarter finns listade i Catalogue of Life.